# ジョン・マーレー (神学者)
ジョン・マーレー（John Murray, 1898年10月14日 - 1975年5月8日）は、スコットランド生まれのカルヴァン主義の神学者である。

## 経歴
1898年に英国スコットランドに生まれ、スコットランド長老教会に所属した。1923年にグラスゴー大学を卒業した後、渡米しプリンストン神学校に入学し、1927年に同神学校より、業績を認められてジェルストン・ウィンスロップ・フェローシップを受ける。在学中にキャスパー・ホッジ、ロバート・ディック・ウィルソン、ゲルハルダス・ヴォス、グレシャム・メイチェンの元で神学を学んだ。
その後、英国スコットランドに戻り、エディンバラ大学大学院で研究を進めていたが、1929年プリンストン大学より組織神学への専任講師職への招聘を受ける。それを、受託してプリンストン神学校の教壇に立ったが、その年プリンストンは分裂して、メイチェンやコーネリウス・ヴァン・ティルなどの歴史的改革派信仰に忠実な教師が、フィラデルフィアにウェストミンスター神学校を創設する。1930年にマーレーはプリンストン神学校を辞任して、ウェストミンスター神学校に移籍する。1937年から1964年まで組織神学教授として奉職する。その間の教え子に日本人では宇田進らがいる。
退職後は、英国で結婚して、著作活動を行い、福音的な運動を担う。

## 著書
- 『キリスト教洗礼論』新教出版社、1962年
- 『キリスト者の倫理』聖書図書刊行会、1969年